# Мольковское сельское поселение
Мольковское сельское поселение — упразднённое муниципальное образование в составе Кардымовского района Смоленской области России.
Административный центр — деревня Мольково.
Образовано законом от 2 декабря 2004 года. Упразднено законом от 20 декабря 2018 года с включением всех входивших в его состав населённых пунктов в Тюшинское сельское поселение.

## Географические данные
- Расположение: западная часть Кардымовского района
- Граничит:
  - на севере— с  Каменским сельским поселением
  - на востоке  — с Кардымовским городским поселением
  - на юге — с Тюшинским сельским поселением
  - на западе — с Смоленским районом
- По территории поселения проходит железная дорога Смоленск – Москва, имеются станции: Духовская, о.п. 397-й км.

По территории поселения проходит автомобильная дорога  Р134 «Старая Смоленская дорога» Смоленск — Дорогобуж — Вязьма — Зубцов.
- Крупные реки: Малый Вопец.

## Население
| 2011 | 2012 | 2013 | 2014 | 2015 | 2016 | 2017 |
| ---- | ---- | ---- | ---- | ---- | ---- | ---- |
| 904  | ↗933 | ↗948 | ↗968 | ↘955 | ↗972 | ↗977 |
| 2018 | 2019 |      |      |      |      |      |
| ↘971 | ↗976 |      |      |      |      |      |

## Населённые пункты
На территории поселения находилось 22 населённых пункта.
- Мольково, деревня
- Азарово, деревня
- Астрогань, деревня
- Духовская, деревня
- Духовская, станция
- Зевакино, деревня
- Кареллы, деревня
- Кирякино, деревня
- Козлово, деревня
- Курдымово, деревня
- Лаврово, деревня
- Лубино, деревня
- Межники, деревня
- Новое Шишлово, деревня
- Попово, деревня
- Псарцы, деревня
- Рясино, деревня
- Соколово, деревня
- Сокольники, деревня
- Старое Шишлово, деревня
- Харино, деревня
- Школа им. Горького, деревня